# Dehra Parker

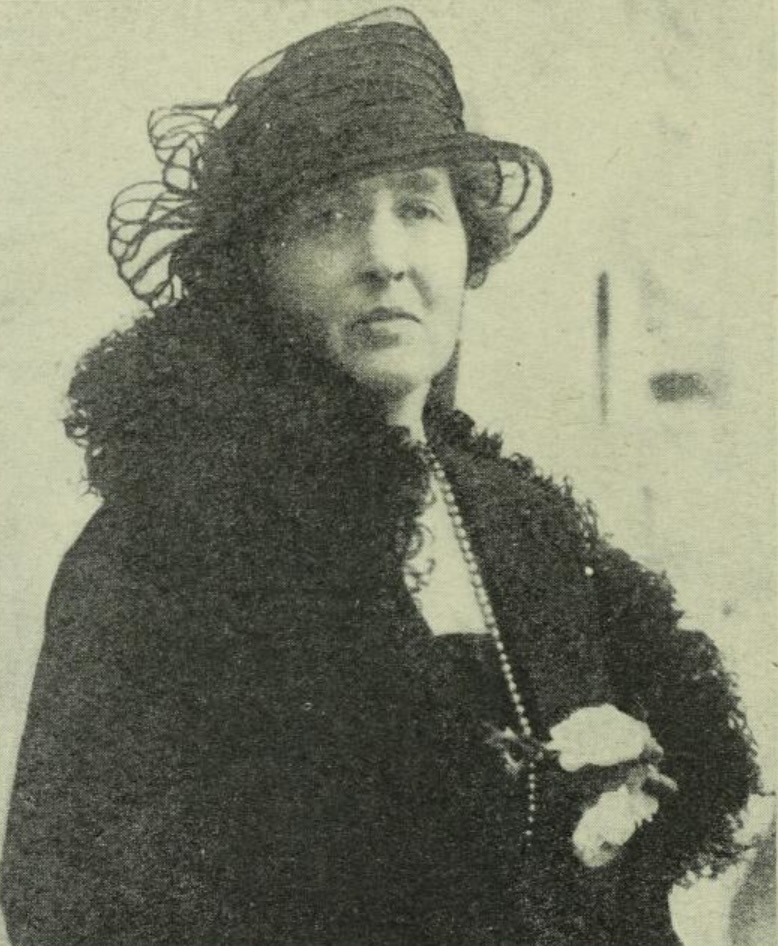
Dehra Parker im Jahr 1925, damals Chichester genannt

Dame Dehra Parker GBE PC (NI) (* 13. August 1882 in Dehradun, Britisch-Indien, als Dehra Kerr-Fisher; † 28. November 1963 in Castledawson, County Londonderry, Nordirland), von 1901 bis 1928 Dehra Chichester, war eine britische unionistische Politikerin der Ulster Unionist Party, die von 1921 bis 1929 und von 1933 bis 1960 dem Parliament of Northern Ireland angehörte. Als erste Frau in der Geschichte Nordirlands hatte sie von 1949 bis 1957 als Gesundheits- und Kommunalverwaltungsministerin einen Posten im nordirischen Kabinett inne.

## Leben
Dehra Kerr-Fisher kam 1882 in einem britischen Militärkrankenhaus in der Stadt Dehradun nördlich von Delhi in Britisch-Indien als einziges Kind nordirischer Eltern zur Welt. Ihre Schulbildung absolvierte sie in den Vereinigten Staaten und in Deutschland. 1901 heiratete sie den Militär und unionistischen Politiker Robert Chichester (1873–1921), mit dem sie Eltern einer Tochter und eines Sohnes wurde. Selbst zeitlebens eine unablässige Unterstützerin der Zugehörigkeit Irlands zum Vereinigten Königreich, begann sie in ihrer Ehe, diese Positionen zunehmend auch in der Öffentlichkeit zu vertreten. 1911 war sie Mitbegründerin des Ulster Women’s Unionist Council und beteiligte sich ein Jahr später an der Organisation von Krankenpflegeeinheiten innerhalb der Ulster Volunteer Force, einer von Edward Carson gegründeten Miliz in Opposition zum Home Rule Bill von 1912, unter dem Nordirland ein gewisses Maß politischer Autonomie zugesichert wurde. Wenngleich Nordirland Teil des Vereinigten Königreichs blieb, betrachteten die Unionisten diesen Weg als ersten Schritt hin zu einer Übergabe von Nordirland an die Republik Irland. Im Ersten Weltkrieg engagierte sich Chichester für die Soldiers’ and Sailors’ Families Association, wofür sie 1918 als Officer des Order of the British Empire (OBE) ausgezeichnet wurde.
1921 wurde Chichester – neben Julia McMordie als einzige Frau überhaupt – in das neu gegründete Parliament of Northern Ireland gewählt, wo sie als Mitglied der Ulster Unionist Party den Wahlkreis Londonderry repräsentierte. Im gleichen Jahr starb ihr Ehemann. Als erste Frau im gesamten Britischen Weltreich gab sie 1924 die Antwort auf die Thronrede des britischen Königs. 1929, ein Jahr nach ihrer zweiten Heirat mit dem Admiral Henry Wise Parker (1875–1940) im Jahr 1928 trat sie von ihrem Parlamentssitz zurück. Im gleichen Jahr wurde ihr Schwiegersohn James Lenox-Conyngham Chichester-Clark für den neu geschaffenen Wahlkreis Londonderry South ins nordirische Parlament gewählt. Als Chichester-Clark 19333 verstarb, trat Parker bei der Nachwahl an und wurde erneut für die Ulster Unionist Party ins Parlament gewählt. Als Parlamentariern verfolgte Parker stets die Parteilinie, setzte aber insbesondere in der Frauenpolitik auch eigene Akzente. Unter anderem unterstützte sie Gesetzesvorhaben zur Unterstützung unehelicher Kinder (1924) und zur Einführung der Witwenrente (1925). Im Zweifel ging jedoch die unionistische Parteilinie vor; ein von der nationalistischen Opposition vorgeschlagenes Gesetz zur Einführung des Frauenwahlrechts für Frauen ab 21 Jahren lehnte sie 1927 aus parteipolitischen Gründen ab, nur, um es ein Jahr später leidenschaftlich zu unterstützen, als die unionistischen Regierung ein identisches Gesetzesprojekt vorschlug. 1937 wurde sie für ihre Loyalilität zur unionistischen Parteiführung belohnt und zur parlamentarischen Staatssekretärin im nordirischen Bildungsministerium ernannt. In dieser Funktion initiierte sie im nächsten Jahr ein Gesetzesvorhaben, das eine Schulpflicht für alle Kinder bis zum Alter von 15 Jahren einführte.
Als 1943 der bisherige Bildungsminister John Hanna Robb durch Robert Corkey ersetzt wurde, geriet Parker mit ihrem neuen Chef zunehmend immer mehr in Konflikt. 1944 trat sie zurück und führte dabei politische Differenzen mit Corkey an, der kurz darauf selbst zurücktreten musste. Parker wurde zunächst wieder Hinterbänklerin, erarbeitete sich aber in unionistischen Kreisen immer mehr den Ruf einer Königsmacherin. Zugleich war sie bekannt für ihre lauten rhetorischen Angriffe auf irische Nationalisten, von der Ulster Unionist Party unabhängige Unionisten und fundamentalistische Protestanten. 1948 wurde sie zur Vorsitzenden des Health Service Board von Nordirland berufen und ein Jahr später nach dem Tod des bisherigen Amtsinhabers William Grant als Ministerin für Gesundheit und Kommunalverwaltung in das Kabinett des nordirischen Premierministers Basil Brooke berufen. Zuvor hatte Parker hinter den Kulissen Brooke bei seiner Kampfkandidatur um den Parteivorsitz der Ulster Unionist Party gegen seinen Amtsvorgänger John Miller Andrews unterstützt. Mit der Ernennung zur Ministerin wurde Parker zur einzigen Frau in der Geschichte des nordirischen Kabinetts während der bis 1972 weilenden Phase nordirischer Autonomie, die ein Ministeramt bekleidete. Gleichzeitig wurde Parker – ebenfalls als einzige Frau – Mitglied des Privy Council of Northern Ireland. Im gleichen Jahr wurde sie auch als Dame Commander des Order of the British Empire (DBE) geadelt.
Als Gesundheitsministerin kontrollierte Parker die Einführung des National Health Service in Nordirland. Aus ihrem Haus stammte auch ein 1956 eingrachtes Gesetz zur Deregulierung der nordirischen Mietgesetze bei privaten Vermietungen, das Parker selbst feierte, das aber selbst in unionistischen Kreisen kontrovers diskutiert wurde. Nicht zuletzt löste es 1956 den Rücktritt des nordirischen Attorney General Edmond Warnock aus, der das Gesetz als ungerecht empfand. Trotzdem konnte Parker das Gesetz durchdrücken, wenngleich sie einige Änderungen am Gesetzestext akzeptieren musste. Politisch angeschlagen, erlitt sie wenig später einen Schlaganfall und trat daher im März 1957 als Ministerin zurück. Im gleichen Jahr wurde sie zur Dame Grand Cross des Order of the British Empire (GCE) erhoben. 1960 trat sie auch von ihrem Parlamentsmandat zurück. Ihr Nachfolger wurde ihr Enkel James Chichester-Clark (1923–2002), der einige Jahre später zum Premierminister von Nordirland gewählt wurde. Mit Robin Chichester-Clark (1928–2016) wurde ein weiterer Enkelsohn ebenfalls ein unionistischer Politiker. Neben ihrer politischen Karriere auf nordirischer Ebene war sie viele Jahre lang auch als Lokalpolitikerin in Magherafelt aktiv und stand mehreren zivilgesellschaftlichen Vereinen vor. Sie starb im November 1963 im Alter von 81 Jahren in ihrem Haus in Castledawson und wurde dort zwei Tage später begraben.